# Shinano (città)
Shinano (信濃町?) è una cittadina giapponese della prefettura di Nagano.